# Giovanni Colonna (cardinal, 1327)
Giovanni Colonna (né vers 1295, à Rome, Italie, et mort le 3 juillet 1348 à Avignon) est un cardinal italien du XIVe siècle.
Il est un arrière-petit-neveu du cardinal Giacomo Colonna (1278) et un neveu du cardinal Pietro Colonna (1288). D'autres cardinaux de la famille sont Giovanni Colonna (1212), Agapito Colonna (1378), Stefano Colonna (1378), Oddone Colonna (1405), le futur pape Martin V, Prospero Colonna (1426), Giovanni Colonna (1480), Pompeo Colonna (1517), Marco Antonio Colonna, seniore (1565), Ascanio Colonna (1586), Girolamo Colonna (1627), Carlo Colonna (1706), Prospero Colonna (1739), Girolamo Colonna di Sciarra (1743), Prospero Colonna di Sciarra (1743), Marcantonio Colonna (1759) et Pietro Colonna (1766), qui prend le nom Pamphili.

## Repères biographiques
Giovanni Colonna est prévôt du chapitre de Mayence, chanoine chantre du chapitre de Bayeux et protonotaire apostolique.
Colonna est créé cardinal-diacre] de Sant'Angelo in Pescheria par le pape Jean XXII lors du consistoire du 18 décembre 1327. Le cardinal Colonna participe au conclave de 1334, au cours duquel Benoît XII est élu, et au conclave de 1342 (élection de Clément VI). Au cours du conclave de 1342, il prend la tête des cardinaux italiens qui souhaitent que le siège de la papauté retourne à Rome. Nommé archiprêtre de la basilique Saint-Jean de Latran et de la basilique de Sainte-Marie-Majeure la même année, il convainc le pape d'envoyer des moines franciscains prêcher l'évangile en Arménie. 
Ami de Pétrarque, celui-ci le mentionne dans ses lettres et est l'auteur de biographies des papes de Saint-Pierre jusqu'à Boniface VIII. Il meurt de la peste le 3 juillet 1348 à Avignon.